# 泵動式

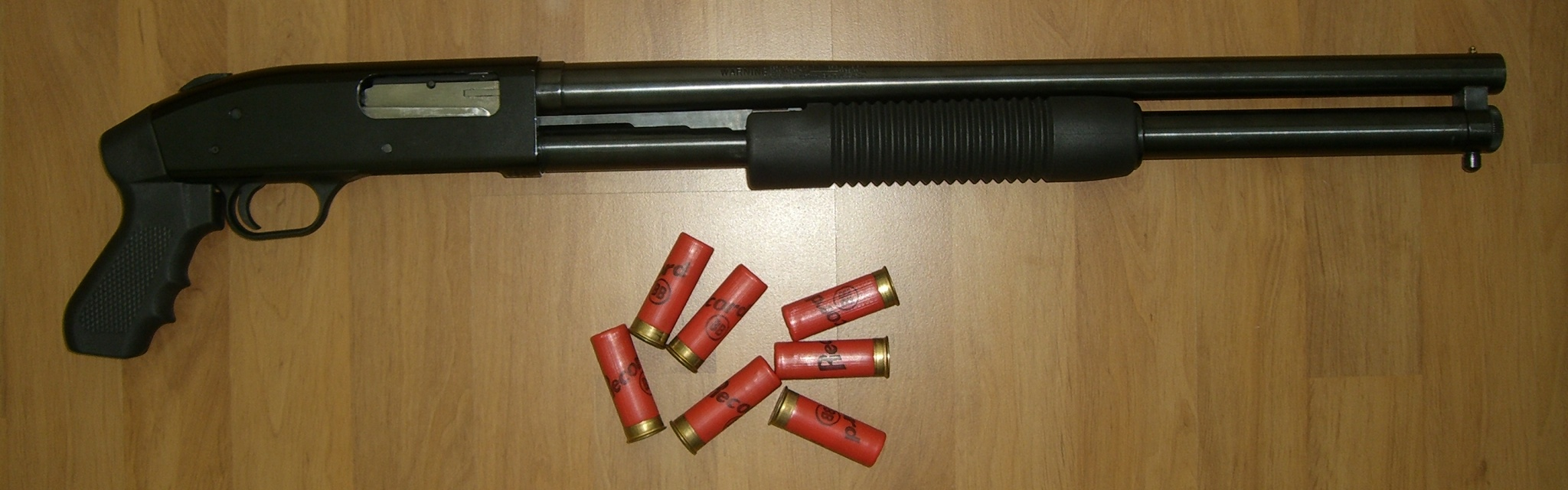
带有手枪握把的12G口径莫斯伯格500型泵动霰弹枪

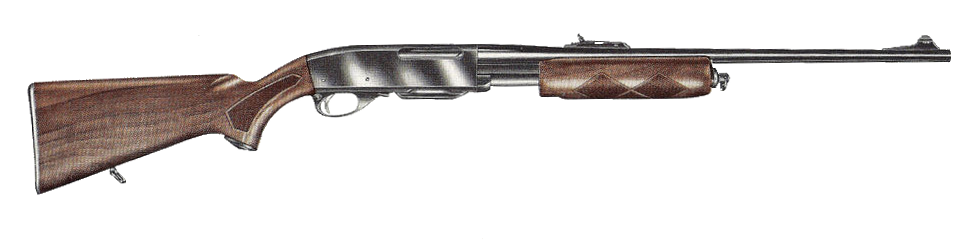
.30-06口径的雷明顿760型泵动步枪

泵动式枪机（英語：Pump-action），也称滑动式枪机（slide-action），是一种连发枪械的手动枪机，用与枪管平行的可滑动护木驱动相连的槍機进行往复运动，从而完成退弹、供弹和连续射击。泵动式枪机是一种非常耐用可靠的手动枪机，常见于发射口径比较大的弹药（例如榴弹和霰弹）。这些弹药因为较粗，不方便使用横向并列供弹的盒式弹匣（虽然此类枪械也仍然存在），所以纵向排列的管式弹仓被广泛采用。
泵动式枪机有许多设计优势：一是操作过程只有两个动作（后拉、前推）；几乎所有操作都可以由负责托枪的副手（如果射手是右撇，就是左手）完成，而不用挪开负责扣动扳机的主手（如果射手是右撇，就是右手）；护木往返大致与枪膛在同一条线上不会产生太多导致瞄准偏离的倾斜力矩，这使得泵动式枪械的射速效率可以高于手動槍機和槓桿式枪械。同时因为枪机打开时不会阻碍弹仓入口，可以随时向枪内装填新的弹药。

## 枪械种类

### 霰弹枪

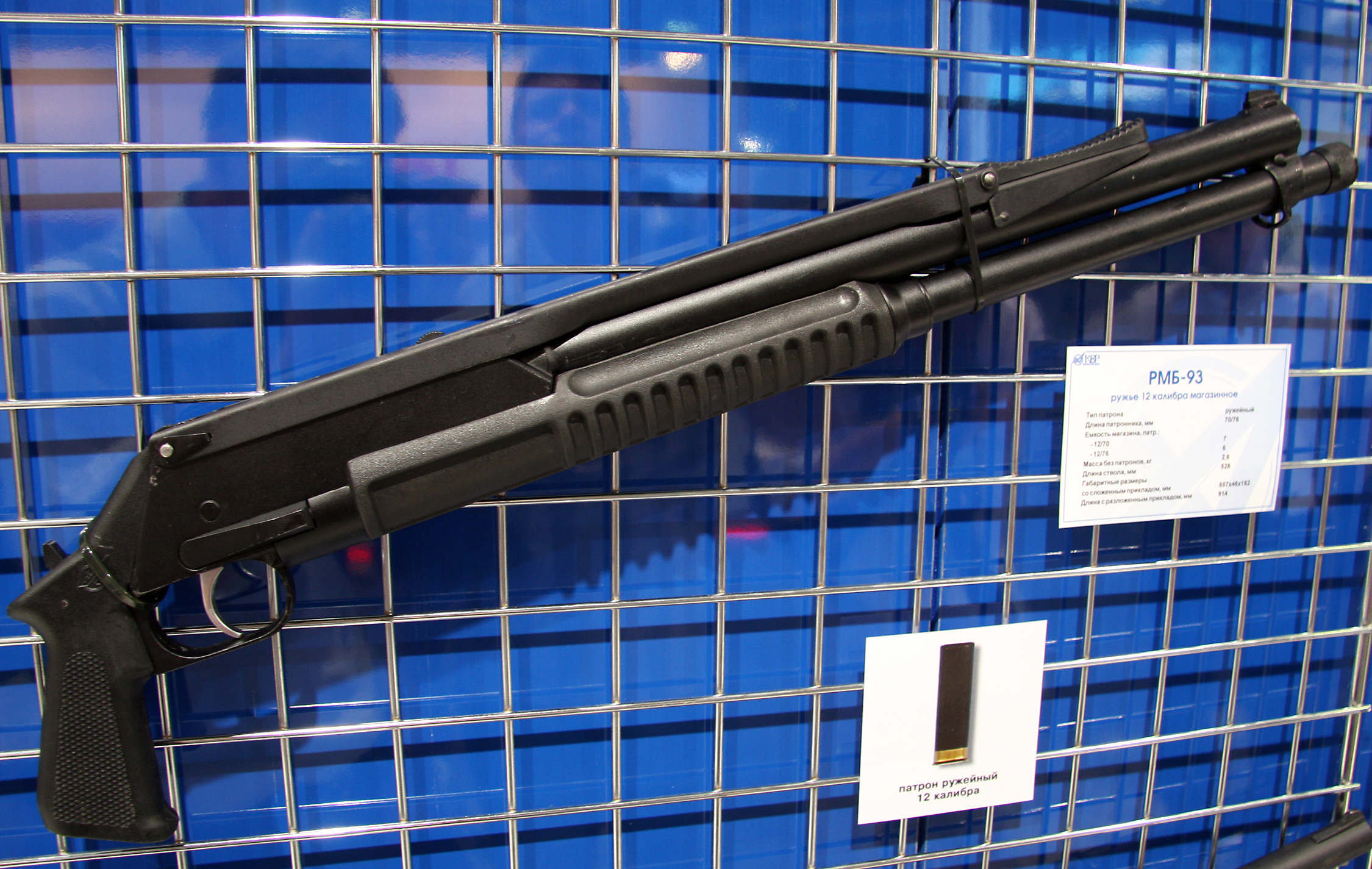
弹仓在枪管上方的RMB-93泵動式霰弹枪

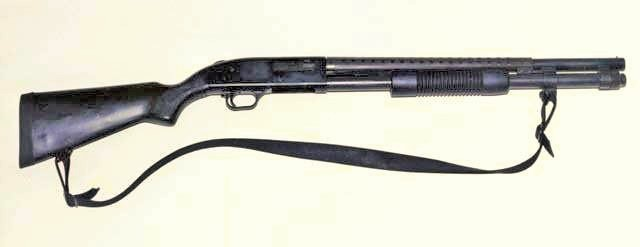
弹仓在枪管下方的莫斯伯格590型泵動式霰弹枪

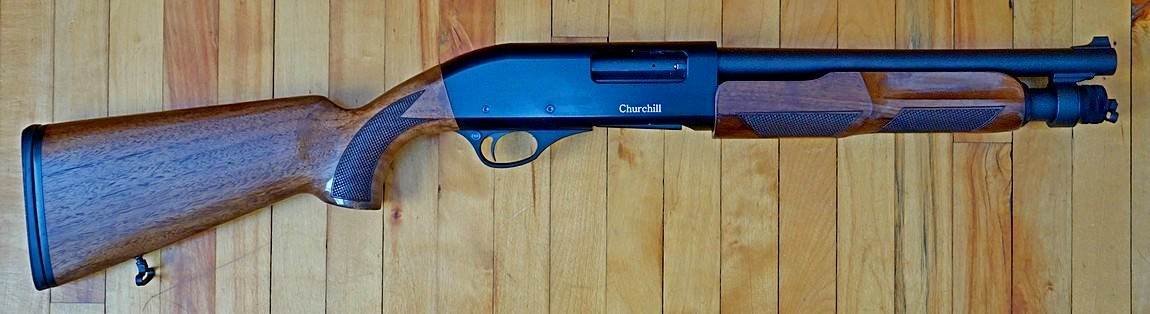
12英寸枪管的Akkar Churchill SBS泵動式霰弹枪

泵动式霰弹枪（pump-action shotgun，或pump shotgun）是最常见的泵动式枪械。除了在管式弹仓内存储弹药外，许多泵动式霰弹枪还会在机匣侧面（通常左侧）安装“侧鞍”式（sidesaddle）的外挂弹架（shell holder）以便迅速向枪内填弹，有些在后托侧面（通常右侧）也会额外装有氨纶材料所指的弹性挂弹套。现代设计的泵动霰弹枪的滑动护木通常还会配有导轨（比如皮轨或M-LOK）来安装战术灯和辅助握把等附件。
许多现代的泵动式霰弹枪设计（比如雷明顿870型和莫斯伯格590型）都有“扳机断接”（trigger disconnector）的保险功能，会在枪機后移时将扳机和阻铁断开，射手必须完全松开扳机后才可能再次击发，可以防止发生走火（slamfire）的危险（比如温彻斯特1897型就会发生），但有些射手为了追求更快的射速会选择没有这种保险的枪械型号（比如伊萨卡37型、史蒂文斯520/620型和温彻斯特1912型）。

### 步枪

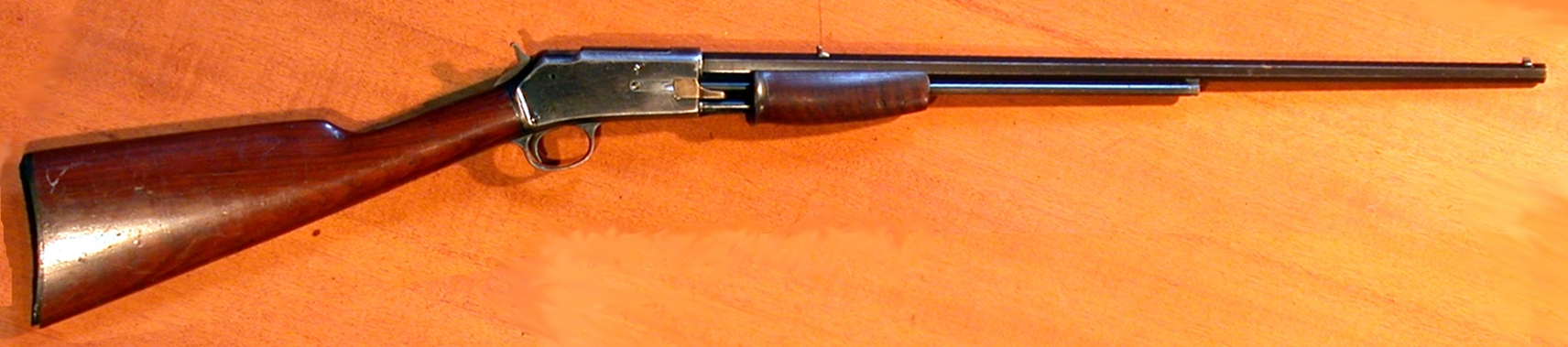
柯尔特“闪电”泵動式卡宾枪

泵动式步枪通常叫做滑动式步枪（slide-action rifle）或“长号步枪”（trombone rifle，19世纪的叫法）。柯尔特曾在1884至1904年间生产了.44-40口径的“柯尔特闪电卡宾枪”（Colt Lightning Carbine）。后代的泵动式步枪则由马林、勃朗宁和雷明顿等厂家生产。
到了21世纪还出现了一款“反向泵动”的“直线连发步枪”（[in-line repetierer] 错误：{{Langx}}：无效参数：|lk=（帮助）），称作“永远”（Semprio），由德国克里格霍夫公司（H. Krieghoff GmbH）设计。与传动的泵动式枪机不同，这款枪采用“前推退膛、后拉上膛”的供弹方式，枪栓拥有七个锁耳来保证65 mm2（0.101 sq in）的接触面积，比毛瑟98型的56 mm2（0.087 sq in）还要大出16％的面积。

### 榴弹发射器
在越南战争时期，美国海豹部队曾有限使用泵动式的40毫米口径“中国湖”榴弹发射器（China Lake grenade launcher）。进入21世纪后，俄联邦仪器设计局为俄罗斯特种部队研发了一款的GM-94榴弹发射器，可在枪管上方的管式弹仓内装三发43毫米口径的VGM-93榴弹，并于2007年10月被以“LPO-97”的代号批准服役，于2008年被俄罗斯联邦国家近卫军和联邦安全局普遍采用，同时还出口到哈萨克和利比亚等国家。

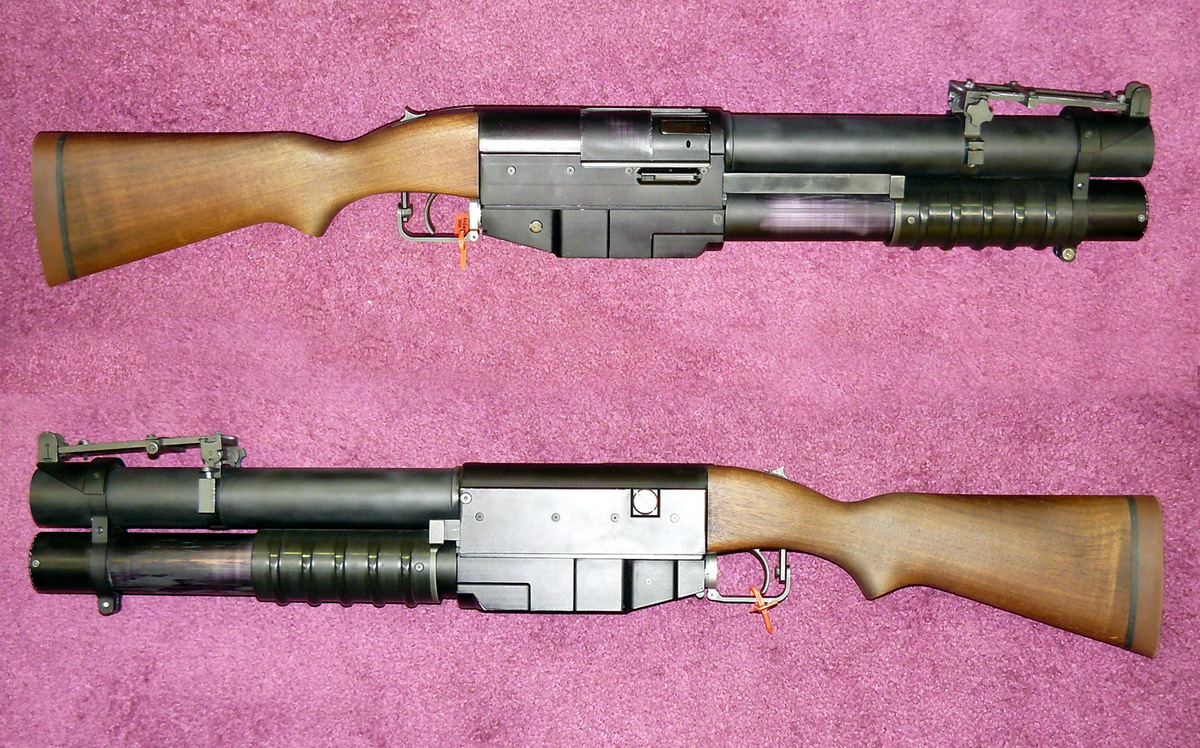
“中国湖”榴弹发射器
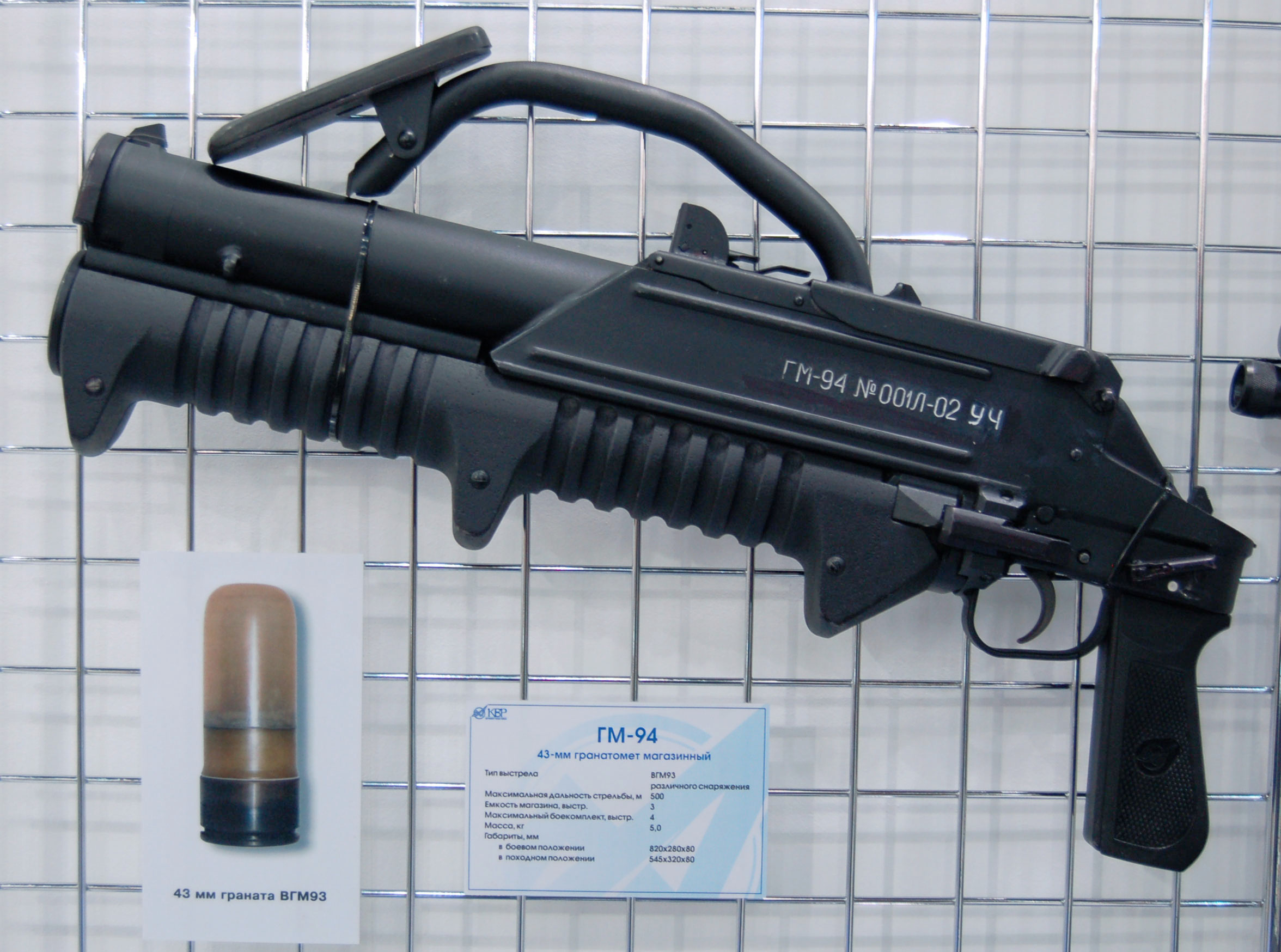
俄制GM-94榴弹发射器

## 外部連結
- Каталог помпового оружия, доступного в России （页面存档备份，存于） （俄文）